# Aeródromo de El Porvenir (Panamá)
El aeródromo de El Porvenir (IATA: PVE, OACI: MPVR) es un aeródromo público panameño que sirve al pueblo de El Porvenir, en la comarca Guna Yala. El aeródromo está localizado en una isla en el archipiélago de San Blas a dos kilómetros al este de la península.

## Información técnica
Todos los despegues y aproximaciones al aeródromo son sobre el agua del golfo de San Blas.
El VOR-DME de Tocumen (Ident: TUM) está localizado a 75 kilómetros al suroeste del aeródromo.

## Aerolíneas y destinos
| Aerolíneas | Destinos                            |
| ---------- | ----------------------------------- |
| Air Panama | Ciudad de Panamá-Marcos A. Gelabert |